# Federazione cestistica del Togo
La Fédération Togolaise de Basket-Ball è l'ente che controlla e organizza la pallacanestro in Togo.
La federazione controlla inoltre la nazionale di pallacanestro del Togo. Ha sede a Lomé e l'attuale presidente è Nadouvi Lawson-Body.
È affiliata alla FIBA dal 1963 e organizza il campionato di pallacanestro del Togo.